# Liste der Gouverneure von Jiangxi
Dies ist die Liste der Gouverneure der chinesischen Provinz Jiangxi.
| Name          | Amtszeit  |
| ------------- | --------- |
| Shao Shiping  | 1949–1965 |
| Fang Zhichun  | 1965–1967 |
| Cheng Shiqing | 1968–1972 |
| She Jide      | 1972–1974 |
| Jiang Weiqing | 1974–1979 |
| Bai Dongcai   | 1979–1982 |
| Zhao Zengyi   | 1982–1985 |
| Ni Xiance     | 1985–1986 |
| Wu Guanzheng  | 1986–1995 |
| Shu Shengyou  | 1995–2001 |
| Huang Zhiquan | 2001–2006 |
| Wu Xinxiong   | 2006–2011 |
| Lu Xinshe     | 2011–2016 |
| Liu Qi        | 2016–2018 |
| Yi Lianhong   | 2018–     |